# Pachycephala feminina
El silbador de la Rennell (Pachycephala feminina) es una especie de ave paseriforme de la familia Pachycephalidae endémica de la isla de Rennell, en las Islas Salomón. 

## Taxonomía
Fue separado del silbador de las Bismarck en 2016. Anteriormente también fue considerado una subespecie del silbador dorado.